# Christopher Lambert
Christopher Lambert of Christophe Lambert (in de Franstalige wereld), volledige naam Christophe Guy Denis Lambert, (Great Neck (New York), 29 maart 1957) is een Frans acteur, meest bekend van zijn rol als Connor MacLeod in de film Highlander (1986) plus vervolgfilms. Daarnaast speelde hij in Mortal Kombat (1995) de rol van Raiden.
Lambert is driemaal getrouwd geweest: de eerste maal met de Amerikaanse actrice Diane Lane (1988-94), de tweede maal met Jaimyse Haft (1999-00) en de derde maal met de Franse actrice Sophie Marceau (2012-14). 
Hij lijdt aan een zeer ernstige vorm van bijziendheid en kan geen contactlenzen dragen. Zijn - brilloze - rollen acteert hij daarom nagenoeg blind en hebben bij het uitvoeren van stunts soms tot ongelukken geleid.

## Filmografie
- Greystoke: The Legend of Tarzan, Lord of the Apes (1984)
- Love Songs (1984)
- Subway (1985)
- I Love You (1986)
- Highlander (1986)
- The Sicilian (1987)
- Priceless Beauty (1988)
- To Kill a Priest (1989)
- Why Me? (1990)
- Highlander II: The Quickening (1991)
- Highlander: The Series (1992) — Pilot episode: "The Gathering"
- Max & Jeremie (1992)
- Knight Moves (1993)
- Fortress (1993)
- National Lampoon's Loaded Weapon 1 (1993) — cameo
- The Road Killers (1994)
- Highlander III: The Sorcerer (1994)
- Gunmen (1994)
- Mortal Kombat (1995)
- The Hunted (1995)
- North Star (1996)
- Adrenalin: Fear the Rush (1996)
- Hercule & Sherlock (1996)
- Mean Guns (1997)
- Nirvana (1997)
- Splitsville (1999)
- Resurrection (1999)
- Fortress 2 (1999)
- Beowulf (1999)
- Gideon (1999)
- Highlander: Endgame (2000)
- The Point Men (2001)
- Druids, aka Vercingétorix (2001)
- The Target (2003)
- Absolon (2003)
- Janis et John (2003)
- À ton image (2004)
- Dalida (tv) (2005)
- Day of Wrath (2006)
- Southland Tales (2006)
- Le Lièvre de Vatanen (2006)
- Metamorphosis (2007)
- La Disparue de Deauville (2007)
- Matériel blanc (2009)
- The Gardener of God (2009)
- The Secret of the Whales (2010)
- Ghost Rider: Spirit of Vengeance (2012)
- Dark Star Hollow (2012)
- Blood Shot (2012)
- The Foreigner (2012)
- NCIS: Los Angeles (2012-2013, 6 afleveringen)
- The Gardener of God (2013)
- Shades of Truth (2015)
- 10 Days in a Madhouse (2015)
- Un plus une (2015)
- Hail, Caesar!	(2016)
- La folle histoire de Max et Léon (2016)
- Mothers (2017)
- Mata Hari (2017, 5 afleveringen)
- Everyone's Life (2017)
- Kickboxer: Retaliation (2017)
- Dix pour cent (2017, 1 aflevering)
- Sobibor (2018)
- Bel Canto (2018)
- The Blacklist (2019, 4 afleveringen)
- La source (2019)
- Mes jours de gloire (2019)

- Bibsys: 97032564
- Biblioteca Nacional de España: XX1153886
- Bibliothèque nationale de France: cb12047285q (data)
- Gemeinsame Normdatei: 124023762
- International Standard Name Identifier: 0000 0001 1773 181X
- Library of Congress Control Number: no95060494
- MusicBrainz: 90398121-2fd3-4055-9a9a-2564d4342dda
- Nationale Bibliotheek van Tsjechië: xx0072716
- Nationale Bibliotheek van Israël: 987010039662105171
- Nationale Bibliotheek van Polen: a0000001610903
- Nederlandse Thesaurus van Auteursnamen: 073745030
- SNAC: w61v5mp2
- Système universitaire de documentation: 028688457
- Virtual International Authority File: 85774090
- WorldCat: E39PBJpdQwDTJM4PxhCxGhKfMP